# Borat Szaggyijev
Borat Margaret Szaggyijev egy szatirikus kitalált karakter, akit Sacha Baron Cohen talált ki és alakít. Szerepe szerint egy kazah tévériporter, aki a "Borat" és a "Borat utólagos mozifilm" című produkciók főszereplője. A karakter körüli humor Borat szociokulturális ismereteinek hiányosságait, a társadalmi tabuk nyílt felrúgását, a vulgáris nyelvezetet, és a mások számára illetlennek ható viselkedést lengi körül. A mulatság forrása a figura körül a legtöbbször az, ahogy a fejlett világbeliek rácsodálkoznak Borat elmaradott világnézetére, alkalmanként pedig Borat barátságos vagy ártatlannak ható megnyilvánulásai azok, amivel kiprovokálja az alanyokból, hogy olyat tegyenek vagy mondjanak, amit normális körülmények között nem biztos, hogy megtennének.

## Eredete
1996-1997 között Baron Cohen a Granada TalkTV "F2F" című műsorában szerepelt, ahol egy Alekszij Krikler nevű, Boratra hasonlító karakterű személyt alakított. Később a BBC Two "Comedy Nation" című műsora vette át a karaktert, ekkor már Kristo Shqiptari néven. Alekszij és Kristo külsőre és viselkedését tekintve is hasonló volt, a legjellegzetesebb különbség az volt, hogy Alekszij moldáv, míg Kristo albán származású volt. Később Baron Cohen a Channel 4-on vezette a "Da Ali G Show" című műsorát, és ekkor újra elővette a karaktert, immár Borat néven.

## Fiktív önéletrajza
Borat egy fiktív, Kuzcsek nevű faluban született Kazahsztánban, ami akkor még a Szovjetunió része volt. Anyja Marjam Tuljakbaj volt, apja pedig Boltok, az Erőszakoló (aki egyben a nagyapja, a nagybátyja, és Okszana haláláig a sógora is). Állítása szerint az anyja kilenc éves korában szülte őt, aki a 2006-os filmben 43 éves (egy alacsony idős asszony alakítja). Első bemutatkozásakor tizenhárom éves fia, Huey Lewis, rajta kívül van még két 12 éves ikerfia: Bilak és Biram, egy lánya, Tutar, továbbá tizenhét unokája. Van egy húga, Natalja, aki elmondása szerint Kazahsztán negyedik legjobb prostituáltja, és ezenkívül még egy húga, akiről csak említést tesz az egyik epizódban. Egy orvosnál tett látogatása során mondja el, hogy egy kazah népi fesztivál alatt kapta el a szifiliszt az egyik húgától. Van egy öccse, Bilo, aki szellemileg visszamaradott, és egy ketrecben tartják – Bilo nem volt mindig ilyen, a Borat's Guide to Britain című műsor egyik jelenetéből kiderül, hogy egy ördögűzés mellékhatásaként vált ilyenné, amikor is "hagyományos kazah módon" felnyitották a koponyáját, és egy vörös hajú nő fogát helyezték bele az agyába.
Borat szomszédai Nurszultan Tuljakbaj, akit ki nem állhat, és dr. Jamak, híres kazah tudós, aki bebizonyította, hogy a nők agya akkora, mint a mókusoké. A Borat's Guide to Britain egyik epizódjában ő és dr. Jamak úgy oldják meg egy nézeteltérésüket, hogy egymás heréit ütögetik bőrkesztyűvel, míg a másik fel nem adja.
Nem tudni, Borat hányszor nősült, de öt neje biztosan volt: a Borat's Guide to Britain című műsorban bevallja, hogy bigámista és van három szeretője (ebből az egyiknek fizetni is szokott érte). Egyik feleségét, Ludmillát lelőtte egy vadász, aki medvének nézte. A másikat, Okszanát, aki egyben a féltestvére is, az első Borat-mozifilm alatt tépte szét és becstelenítette meg egy medve, miközben Bilót sétáltatta. Boratot láthatóan örömmel tölti el felesége halála, mert így szabadon elveheti feleségül Pamela Andersont. Ez irányú törekvései nem járnak sikerrel, viszont helyette egy Luenell nevű prostituálttal házasodik össze és viszi haza Kazahsztánba. Később Luenell eltűnik: hogy elhagyta-e Boratot, vagy meghalt, nem derül ki a "Borat folytatólagos mozifilm"-ből. Később egy professzionális bébiszittert akar megkérni, hogy legyen "második fekete felesége", amit az visszautasít.
Borat az Asztanai Egyetemre járt, ahol újságírást, angol nyelvet, és járványkutatást tanult. Ő maga öt új járványt hozott létre, ami ötmillió kecskével végzett Üzbegisztánban. Korábban dolgozott jégkészítőként, cigányfogóként, inszeminátorként és komputertechnikusként (valójában döglött madarakat szedett ki a számítógépházból). Ezután lett újságíró, a kazah tévé riportere.
A riportok során általában angolul (illetve a szinkronban magyarul) beszél, erős akcentussal. Olykor „kazahul” is megszólal, azonban ez nem kazah, hanem a héber és a lengyel nyelv furcsa keveréke (mindkettőt jól beszéli Baron Cohen). Gyakran mutatkozik be a "Jak se mas?" kifejezéssel (ami lengyelül azt jelenti: hogy vagy?), a riportok végét pedig a "Csenki" és a "Dzsikuje" szavakkal zárja (ami lengyelül "köszönöm"-öt jelent). Meglepetésében gyakran használja a "Va-va-ví-va" hangokat. Sokszor használ még hasonló kifejezéseket, mint például "Tyíse" (oroszul annyit tesz: halkabban), amikor a házában élő tehenet nyugtatja meg.
Borat pogány vallást követ, a Kazah Sólyomisten híve egy alapvetően muszlim országban, az első film idején aztán egy pünkösdista gyülekezettel való találkozást követően megtér katolikusnak és az egész faluját megkeresztelteti – habár mindezt csak azért, mert tetszik neki, hogy keresztre feszítettek egy zsidót. Borat Sztálin nagy tisztelője, emellett ellenzi a női egyenjogúságot, és le van azon döbbenve, hogy Nyugaton a nők is szavazhatnak, miközben a lovak nem. Szabadidejében gyakran ping-pongozik, vagy napozik az általa divatossá tett egyrészes, alig valamit takaró fürdőruhájában, táncol, köpköd, kényelmes székekben üldögél, kutyákra lövöldöz, valamint vécén ülő nőket kukkol. Szeret zsidókra vadászni, szereti az általa "sexy time"-nak nevezett közösülést, kedvenc előadója pedig a fiktív kazah népzenész, Korki Bucsek.

## Megjelenései
A "Da Ali G Show" során Borat az Egyesült Királyságban és az Egyesült Államokban interjúvolja meg riportalanyait. Általában ezek rossz minőségű felvételek, amivel azt a hatást akarják kelteni a nézőben, hogy a riporter egy valóban elmaradott országból érkezett. A műsor alatt Borat blokkját a "Korobejnyiki" című orosz népdallal vezetik fel. Az "Ali G Indahouse" című filmben a brit miniszterelnök és Ali G egy fogadáson találkoznak Borattal. Borat megcsókolja és megölelgeti Ali G-t, annak őszinte undorára.
2000 márciusában a "Da Ali G Show" részeként egy hatrészes blokk, a "Guide to Britain" volt látható, ezt követte 2003-ban az amerikai HBO-n a "Guide to USA 1", amikor ott vetítették az Ali G Show-t. 2004 júliusában ugyancsak itt mutatták be a "Guide to USA 2"-t, amely Angliában Ali G jelenetei nélkül, "Borat's Television Programme" címen ment le. Ebben a változatban megjelent Brüno is, Baron Cohen másik karaktere.

### Filmek
A 2002-es "Ali G Indahouse" című filmben Borat cameo-szerepben tűnik fel, mint egy kazahsztáni diplomata.
A 2006-os "Borat: Kazah nép nagy fehér gyermeke menni művelődni Amerika" című filmben már ő a főszereplő, amely egy áldokumentumfilmes formába öntött vígjáték. Akárcsak a korábbi szkeccsek során, az interjúalanyoknak fogalmuk sem volt róla, hogy átverés áldozatai. A film során Borat Amerikába utazik, keresztül az Államokon, ahol általában furcsa, megbotránkoztató viselkedése a humor forrása, de olykor az alanyaiból is sikerül kiprovokálnia hasonlót.
A 2020-as "Borat utólagos mozifilm" című filmben ismét főszerepet játszik: itt úgy tudja, azért küldik Amerikába, hogy leszállítson egy híres pornószínészt (később pedig a lányát, Tutart) Mike Pence részére. Valójában azonban ő az, akinek segítségével Kazahsztán bosszút áll azokon, akik kinevették őket az előző filmben, mert tudták kívül ő terjeszti el a COVID-19 vírust világszerte.

## Kritikák

### A kazahok lejáratása
Borat karaktere dehonesztáló a kazahokra nézve, ugyanis úgy mutatja be őket, mintha elmaradottak, faragatlanok, illetve tudatlanok lennének, amellett pedig még antiszemiták is.
2004-ben Kazahsztán főrabbija egy brüsszeli nemzetközi vallási konferencián elmondta, hogy tíz éve él az országban, de egyáltalán nem tapasztalt antiszemitizmust, egyben kifejezte háláját a kazah kormány felé.
2006-ban Rakhat Alijev, kazah külügyminiszter látogatóra hívta Baron Cohent az országba, hogy lássa, mennyire pontatlan, amiket bemutat Kazahsztánról.

### Cigányellenesség
A filmekben alkalmanként utalnak a cigányokra is, Borat például a cigánykönnyet mint minden rossztól megóvó csodaszert kezeli, és (tudomása szerint) ezzel injekciózzák be a második film elején is az útja előtt.
A 2006-os film kazah faluban játszódó jeleneteit valójában Romániában, egy Glod nevű faluban vették fel. A szegénységtől sújtott faluban az USA Today információja szerint alig pár dollár ellenében vették rá a lakókat, hogy csináljanak olyanokat, mint például vigyék az állataikat a házukba, illetve ezenkívül is számos, megalázónak mondható geget játszattak el a mit sem sejtő falusiakkal. A film készítői erre azt válaszolták, hogy még így is a kétszeresét kapták annak, mint ami Romániában a statisztáknak jár, Baron Cohen maga pedig 5000 dollárt adott a településnek, valamint tanszereket is vásárolt a helyi iskolának.
Két falusi ennek ellenére is 30 millió dolláros pert akart indítani a film készítői ellen, emberi jogok megsértése miatt, New York és Florida államban, valamint Németországban. Végül a kereseteket be sem fogadták.

### Antiszemitizmus
Baron Cohen, maga is zsidó lévén (holokauszt-túlélő unokája), Borat karakterén keresztül akarta bemutatni, milyen elfogadott, de legalábbis megtűrt az antiszemitizmus. Borat antiszemita megnyilvánulásaira ugyanis a riportalanyok is sokszor hasonló attitűddel válaszolnak, mivel oldottabbak lesznek.
Ennek ellenére pusztán a karakter részéről elhangzó kijelentések miatt sokszor zsidóellenességgel vádolják. Az egyik epizódban előadott "In My Country There Is Problem" című dalában olyan kijelentések miatt emelték fel ellene a szavukat az emberek, mint például "dobjuk a zsidókat a kútba", "vigyázz a fogaikkal", "ragadd meg a szarvukat", "vigyázz a pénzedre" stb.
Egy másik jelenetben a texasi Serengeti Ranch-re megy, aminek tulajdonosa, Gene Gordon kijelenti, hogy a holokauszt szükségszerű volt Németország számára, és hogy neki nem lenne probléma, ha a ranchon szarvasokra, vagy akár zsidókra vadászna.
A "Da Ali G Show" egyik jelenetében James Broadwater evangélikus lelkipásztor, Mississippi állam republikánus kongresszusi jelöltje azt állította, hogy minden nem keresztény, így a zsidók is, a pokolra fognak jutni. Abban a hiszemben mondta ezt, hogy a riportot külföldön fogják csak bemutatni. Miután számos felháborodott levelet kapott kijelentéseiért, egy közleményt adott ki, amiben a tévéműsort szidta, de nem kért bocsánatot.
A 2006-os filmben is elhangzanak meredek kijelentések, például hogy azért nem mernek repülőre szállni, nehogy a zsidók megismételjék 2001. szeptember 11-ét. Később egy idős zsidó házaspárnál szállnak meg éjszakára, de az egyértelmű jelek ellenére nem jönnek rá elsőre, hogy hol vannak. Két bogarat találnak a házban, amire tévesen azt hiszik, hogy alakváltó zsidók, és a pénzüket kezdik el hozzájuk hajigálni, hogy elzavarják őket. Mindeközben megjegyzik, hogy alig látszódnak a szarvaik.
Érdekes módon Izraelben sokkal kisebb vihart kavartak a filmek, valószínűleg azért, mert Baron Cohen héber-lengyel keverék nyelvét megértik az ottani nézők. A filmben segédje, Azmat örményül beszélt, amit szintén értettek.

### Nézetei az iraki háborúról
2005. január 7-én, miután meggyőzte a szervezőket, hogy egy dokumentumfilmet akar forgatni, Baron Cohen a Virginia állambeli Salemben magára haragította egy rodeó tömegét. Eleinte a közönség még meg is tapsolta őt, amikor ezeket mondta:

„Nekem nevem Borat. Jövök Kazahsztánból. Először is mondok, mi kazahok támogatunk terrorista háborújukat! Mutassunk támogatást Irakban harcoló fiúknak! Az Usanka ölje meg minden utolsó élő terroristát! George Bush igya meg piros vérit minden utolsó iraki férfinak, nőnek, gyereknek! Usanka pusztítsa el országukat úgy, hogy következő ezer évben még egy utolsó gyík se tudjon életben maradni sivatagukban!”

Ezután elénekelte a fiktív kazah himnusz szövegét az amerikai himnusz dallamára, a következőképpen kezdve: "Kazahsztán a legdicsőbb, legeslegszebb anyaföld / A többi ország csupán puncikák uralta föld". A közönség erre őrjöngeni kezdett, a filmben is látható módon bekiabáltak, a középső ujjukat mutatták. Egy szemtanú szerint ha egy perccel tovább marad, biztosan meglincselik. Saját biztonsága érdekében levezették a színpadról. Az eseményt a helyi televízió is megörökítette, a film DVD-jének extrái között megtalálható a riport.

## Fordítás
- Ez a szócikk részben vagy egészben  a   Borat Sagdiyev című angol Wikipédia-szócikk ezen változatának fordításán alapul.  Az eredeti cikk szerkesztőit annak laptörténete sorolja fel. Ez a jelzés csupán a megfogalmazás eredetét és a szerzői jogokat jelzi, nem szolgál a cikkben szereplő információk forrásmegjelöléseként.